# Любов і монстри (фільм)
«Любов і монстри» (раніше відомий як «Проблеми монстрів»; англ. Love and Monsters) — американський постапокаліптичний пригодницький фільм 2020 року режисера Майкла Метьюза. Продюсерами фільму були Шон Леві та Ден Коен. У фільмі знімаються Ділан О'Браєн, Майкл Рукер, Аріана Грінблатт і Джессіка Генвік. Paramount Pictures випустила фільм 16 жовтня 2020 року на VOD та в деяких кінотеатрах. Стрічка отримала позитивні відгуки.

## Сюжет
Після того, як астероїд, що летів до Землі, було знищено ракетами, хімічні речовини, що входили до складу ракет, опадають і змушують різноманітних комах, рептилій і амфібій мутувати. Через це люди змушені евакуйовуватися й тікати в підземні бункери. Джоел Доусон і його дівчина Еймі змушені відправлятися в різні бункери, але Джоел каже Еймі, що обов'язково знайде її.
Пройшло 7 років. Джоел, який проживає в бункері, за допомогою радіо зв'язується з Еймі і вирішує піти до неї по поверхні. Під час першого ж дня походу його атакує гігантська жаба, але його рятує собака на ім'я Бой. Переночувавши, Джоел разом з псом рушають далі. Пізніше Джоел потрапляє в яму з черв'яками-мутантами, але його рятують мисливець Клайд Даттон з маленькою дівчинкою Мінноу. Далі вони вирушають разом. Під час спільної подорожі Клайд і Мінноу вчать Джоела різним навичкам виживання. Пізніше Джоел з Боєм і Клайд з Мінноу розлучаються та йдуть в різні сторони.
Пізніше, під час подорожі, Джоел рятує Боя від гігантської сороконіжки. Згодом він знаходить робота Mav1s, за допомогою якого зв'язується з Еймі, і дізнається, що вона близько. Еймі каже йому, що до них припливли люди, які планують забрати їх з бункера і поселити на кораблі. Джоел та Бой продовжують іти. На них нападає матка черв'яків-мутантів. Вони ховаються, але Бой вибігає зі сховку. Джоелу вдається його врятувати, але він кричить на Боя за його вчинок, і той втікає. Пізніше отруєного п'явками Джоела рятує один із мешканців бункера Еймі.
У підземній колонії Джоел знайомиться з жителями, а також з капітаном корабля і його підлеглими, які кажуть, що хочуть врятувати жителів колонії та поселити їх на кораблі. Капітан корабля влаштовує вечірку. Еймі каже Джоелу, що вона рада його бачити, але не готова до стосунків. Джоел за допомогою радіо зв'язується зі своєю колонією. Жителі його колонії кажуть, що змушені покинути колонію, і Джоел вирішує піти до них. Але він помічає, що ягоди, які йому пропонував з'їсти капітан, отруйні. Також він розуміє, що капітан брехав про свої численні подвиги. Він вибігає на вулицю, але всі мешканці бункера вже лежать п'яні. Джоела вдаряють по голові, і він непритомніє.
Вранці всі мешканці колонії прокидаються, і виявляється, що вони зв'язані. Капітан каже, що він забирає собі всі продукти, а мешканців хоче згодувати гігантському крабу, за допомогою якого і рухається корабель. Джоелу та Еймі вдається розв'язатися, і вони починають боротися проти команди капітана. Також з'являється Бой і допомагає Джоелу. Краб хапає Джоела і майже з'їдає його. Джоел має можливість вбити краба, але він звільняє його від ланцюга, по якому капітан корабля передає струм, таким чином контролюючи краба. Краб відпускає Джоела і знищує корабель разом з капітаном і його командою.
Наступного дня Джоел прощається з Еймі і цілує її. Вона каже, що обов'язково знайде його. Джоел пропонує їй та іншим мешканцям бункера піти до безпечної колонії Клайда в горах, і ті погоджуються. Джоел доходить до своєї колонії, і вони теж вирішують піти на північ до колонії Клайда. Джоел розповідає по радіо свою історію, і жителі інших бункерів нарешті починають виходити на поверхню.

## В ролях
- Ділан О'Браєн — Джоел Доусон
- Джессіка Генвік — Еймі
- Майкл Рукер — Клайд Даттон
- Аріана Грінблатт — Мінноу
- Ден Юінґ — капітан корабля
- Еллен Голлман — Дана
- Трі Гейл — Роко
- Пачаро Мзімбе — Рей
- Сені Пріті — Карен
- Амалі Ґолден — Ава
- Брюс Спенс — старий Піт
- Мелані Занетті — Mav1s
- Донні Бакстер — Паркер

## Виробництво
У червні 2012 року стало відомо, що Paramount Pictures розробляє фільм «Проблеми монстрів». Було оголошено що, продюсером фільму є Шон Леві, а сценаристом  — Браян Даффілд. Фільм описали як постапокаліптичний фільм про подорож у дусі «Шаленого Макса» й «Зомбіленду» з історією кохання.
У жовтні 2018 року стало відомо, що Ділан О'Браєн веде переговори про зйомки у фільмі, і що Майкл Метьюз керує виробництвом фільму. У березні 2019 року Майкл Рукер й Аріана Ґрінблатт приєдналися до команди акторів. У квітні 2019 року було оголошено про те, що Джессіка Генвік також буде зніматися у фільмі. Також у квітні австралійський актор Ден Юінґ приєднався до команди акторів. СТало відомо, що він буде грати другорядного персонажа. Основні зйомки розпочалися в Голд-Кості 25 березня 2019 року і закінчилися в травні 2019 року.
Продюсер Шон Леві заявив, що фільм «надзвичайно виграв» через роботу оператора Лаклена Мілна, з яким він раніше працював над фільмом «Дивні справи». Трюки координував Глен Сутер, який працював з О'Брайеном, коли він повернувся до зйомок фільму «Лабіринт», під час він яких спочатку травмувався. Незважаючи на багаторічні тренінги для зйомок телевізійних шоу Marvel, для Гнвік трюки були проблемою, оскільки їй доводилося вдавати з себе слабку для фільму. Собак, які грали Боя, дресирував Зелі Баллен, головну собаку звали Герой, а іншого — Додж.
Візуальні ефекти для фільму були зроблені The Mill та MPC LA.
Спочатку фільм мав вийти 6 березня 2020 року, але в жовтні 2019 року дата виходу була перенесена на 17 квітня 2020 року. У лютому 2020 року дату виходу знову перенесли на 12 лютого 2021 року.
У серпні 2020 року Paramount оголосили, що через пандемію COVID-19 фільм буде випущений на VOD 16 жовтня 2020 року. Назва фільму була змінена з «Проблеми монстрів» на «Любов і монстри». Також фільм був показаний у 387 кінотеатрах на вихідних 16-18 жовтня 2020 року.

## Випуск
На вихідних, в яких був випущений фільм, «Любов і монстри» став фільмом номер один на FandangoNow та Apple TV. Також фільм фільм було випущено у 387 кінотеатрах і на VOD. За вихідні касові збори склали 255 000 доларів. На наступних вихідних фільм був другим у списку за популярністю на Apple TV, третім на Fandango і восьмим на Spectrum.
На Rotten Tomatoes фільм має рейтинг 93 % на основі 59 відгуків, із середньою оцінкою 7,21/10. Спільнота критиків вебсайту говорить: «На чолі з Діланом О'Браєном, „Любов і монстри“ заглиблюється в апокаліпсис і створює екшн-пригоду з дивовижним емоційним підґрунтям». На Metacritic фільм має середній бал 59/100, на основі відгуків 11 критиків які є в основному змішаними або середніми.
Джессіка Кіанг із Variety назвала фільм «веселою сімейною пригодницькою комедією, яка розгортається в монстропокаліпсисі. Хто сказав, що кінець світу повинен бути невдалим?» Кіанг зазначає, що фільм заснований на оригінальному сценарії, але здається знайомим, ніби адаптований із існуючих матеріалів, оскільки посилається на інші фільми, такі як «Я — легенда», «Хлопець і його собака», «Зомбіленд» та інші. Джон ДеФор з Hollywood Reporter сказав: «В останньому акті фільму є як і очікувані, так і несподівані ускладнення. Здебільшого фільм радує, особливо тому, що має дуже складну послідовність подій.»